# Khirasra
Khirasra fou un petit estat tributari protegit al prant de Halar a l'agència de Kathiawar, presidència de Bombai, considerat de setena classe (només per davant dels giràsies o caps locals menors) governada per rajputs del clan jadeja. Estava format per tres pobles amb un únic propietari. Els ingressos s'estimaven el 1881 en 1900 lliures i el tribut era de 236 lliures al govern britànic i de 25 lliures al nawab de Junagarh. La superfície era de 34 km² i la població de 4.377 habitants repartits en 13 pobles.
L'estat va sorgir com una branca de Dhrol. El raja Kaloji de Dhrol tenia set fills entre els quals els tres primers: Sangoji, Bhimji i Junoji. Sanjoji havia de recollir la successió a Dhrol però va morir abans que el pare (lluitant al costat del sobirà de Navanagar contra els musulmans); a la mort del pare el 1706 el va succeir a Dhrol el seu fill Bhimji però aquest va renunciar a favor del seu germà Junoji, rebent a canvi el principat de Khirasra. Altres fills van rebre feus: Kumar Jaysingji Kaloji a Vagudad, Kumar Meghji Kaloji a Jaiva, Kumar Hothiji Kaloji a Dahisaru i Kumar Punjoji Kaloji a Radad.

## Llista de sobirans
- 1. Thakur BHIMJI KALOJI
- 2. Thakur SANGAJI BHIMJI (fill)
- 3. Thakur RANMALJI SANGAJI (fill)
- 4. Thakur HATHIJI RANMALJI (fill) vers 1808
- 5. Thakur DUNGARJI HATHIJI (fill)
- 6. Thakur JIJIBHAI DUNGARJI ?-1872 (fill)
- 7. Thakur RAISINHJI JIJIBHAI 1872-? (fill)
- 8. Thakur Shri BALSINHJI RAISINHJI ?-1920 (fill)
- 9. Thakur Shri SURSINHJI BALSINHJI 1920-?
- 10. Thakur Shri PRABHATSINHJI SURSINHJI